# Coenonympha darwiniana
Coenonympha darwiniana är en fjärilsart som beskrevs av Otto Staudinger 1871. Coenonympha darwiniana ingår i släktet Coenonympha och familjen praktfjärilar. Inga underarter finns listade i Catalogue of Life.